# ベル・エポックでもう一度
『ベル・エポックでもう一度』（ベルエポックでもういちど、La Belle Époque）は2019年のフランス・ベルギーのロマンティック・コメディ映画。
ニコラ・ブドス監督の2作目の作品で、出演はダニエル・オートゥイユ、ギヨーム・カネ、ドリヤ・ティリエ、ファニー・アルダンなど。
好きな時代と場所をセットと役者で再現する体験型エンターテインメント「タイムトラベルサービス」をめぐる人間模様を描いている。
原題の「La Belle Époque」は劇中で再現されるリヨンのカフェの名前で、フランス語で「よき時代」の意味。
2019年5月に開催された第72回カンヌ国際映画祭のコンペティション外で初上映された。
第45回セザール賞では11部門にノミネートされ、ファニー・アルダンの助演女優賞など3部門で受賞を果たし、フランス本国で大ヒットを記録した。

## ストーリー
かつては売れっ子のイラストレーターだったヴィクトルは、60代となり、世の中のデジタル化の波に完全に取り残され、今や仕事もなく、不満や文句ばかりを口にする日々を過ごしている。そんなヴィクトルに堪忍袋の尾が切れた妻マリアンヌは、かっとなってヴィクトルを家から追い出す。ヴィクトルは友人のフランソワを訪ね、彼の別宅を借りることにする。フランソワは精神科医であるマリアンヌの患者で、実は愛人でもある。ヴィクトルを追い出したマリアンヌは代わりにフランソワを家に引き入れて同棲を始める。
傷心のヴィクトルは息子マクシムからプレゼントされていた「タイムトラベルサービス」を使おうと考える。これはマクシムの幼なじみの親友アントワーヌが始めた事業で、客が行きたい時代と場所を大がかりなセットと役者を使って再現し、その世界を実体験できるようにする体験型エンターテインメントである。ヴィクトルはマリアンヌと運命的な出会いをした、1974年5月16日のリヨンのカフェ「ラ・ベル・エポック」を、自ら描いたイラストをもとに再現するように依頼する。一方、アントワーヌは子供の頃の絶望の日々をヴィクトルの作品に救われたことから、「タイムトラベルサービス」をきっかけにヴィクトルに創作意欲を取り戻してもらいたいと考えていたのである。
1974年のリヨンを見事に再現したセットに感激したヴィクトルは、マリアンヌを演じる女優マルゴに心をときめかす。マルゴの存在によって創作意欲を取り戻したヴィクトルは、「タイムトラベルサービス」を継続して利用するための費用を稼ぐ目的もあり、ネット配信企業を営む息子マクシムからかねてより提案されていた共同事業に取り組むことにする。マクシムの会社で若いスタッフたちと精力的に働きながら、「タイムトラベルサービス」でマルゴ演じるマリアンヌと過ごす中で、ヴィクトルは若さを取り戻していく。マルゴもまたヴィクトルに興味を持ち、女優としての仕事を離れてヴィクトルと親しく接するようになる。しかし「マルゴが演じるマリアンヌ」に対するヴィクトルの想いの真剣さを知ったマルゴは、アントワーヌらとともに、ヴィクトルに見せてしまった素の姿も実は虚構だったとの演技をして、ヴィクトルの「恋心」を諦めさせる。ヴィクトルを深く傷つけてしまったことにマルゴは涙する。
ようやく目を覚ましたヴィクトルは、フランソワと暮らすマリアンヌを訪ねると、自分を愛してくれていた頃のマリアンヌに会いたくて「タイムトラベルサービス」を使った経験とそのために全てを失ったことを告白する。フランソワとの同棲生活に嫌気がさし、ヴィクトルへの愛に改めて気づいたマリアンヌは、ヴィクトルと「タイムトラベルサービス」を使って運命の出会いの日を再体験することにする。そして思い出のカフェ「ラ・ベル・エポック」で2人は互いの愛を再確認する。

## キャスト
- ヴィクトル: ダニエル・オートゥイユ - 元売れっ子イラストレーター。
- アントワーヌ: ギヨーム・カネ - 「タイムトラベルサービス」の起業者。
- マルゴ: ドリヤ・ティリエ（フランス語版） - 女優。アントワーヌと複雑な関係にある恋人。
- マリアンヌ: ファニー・アルダン - ヴィクトルの妻。精神科医。
- ピエール: ピエール・アルディティ - 「タイムトラベルサービス」で亡父と再会している高齢男性。
- フランソワ: ドゥニ・ポダリデス（フランス語版） - マリアンヌの患者で愛人。ヴィクトルの友人。
- マクシム: ミカエル・コーエン（フランス語版） - ヴィクトルとマリアンヌの息子。ネット配信企業を経営。

## 作品の評価

### 映画批評家によるレビュー
アロシネによれば、フランスの39のメディアによる評価の平均点は5点満点中3.5点である。
Rotten Tomatoesによれば、27件の評論のうち高評価は89%にあたる24件で、平均点は10点満点中7.7点となっている。
Metacriticによれば、4件の評論のうち高評価は3件、賛否混在は1件、低評価はなく、平均点は100点満点中75点となっている。
バラエティ誌のピーター・デブルージは「多くのハイコンセプトなロマンティック・コメディがせっかくの素晴らしいアイデアを無駄にする中、『ベル・エポックでもう一度』はそのアイデアを生かし、そもそも人はどのように、そしてなぜ恋に落ちるのかを思い出させてくれる」とし、さらに「チャーリー・カウフマンの映画のような野心的なイメージの脚本」と評価している。
映画評論家のトッド・マッカーシーはハリウッド・リポーター誌に寄稿した評論記事において高評価を与えるとともに「多くの点で満足のいく、ウィットに富み、セクシーで独創的なロマンティック・コメディ」と評している。

### 受賞歴

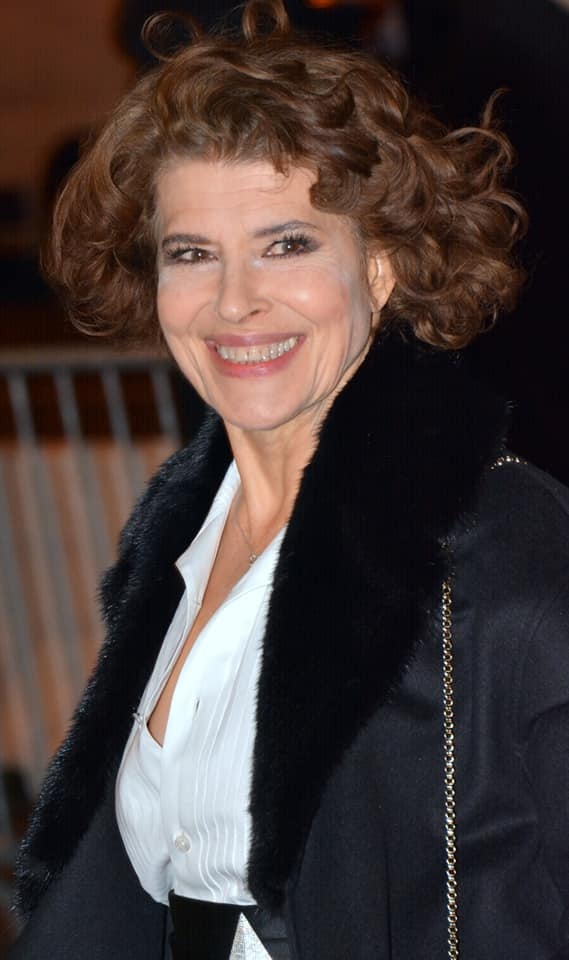
第45回セザール賞で助演女優賞を受賞したファニー・アルダン。

| 賞               | 部門             | 対象者                                                         | 結果       |
| ---------------- | ---------------- | -------------------------------------------------------------- | ---------- |
| 第45回セザール賞 | 作品賞           |                                                                | ノミネート |
| 第45回セザール賞 | 監督賞           | ニコラ・ブドス                                                 | ノミネート |
| 第45回セザール賞 | 主演女優賞       | ドリヤ・ティリエ                                               | ノミネート |
| 第45回セザール賞 | 主演男優賞       | ダニエル・オートゥイユ                                         | ノミネート |
| 第45回セザール賞 | 助演女優賞       | ファニー・アルダン                                             | 受賞       |
| 第45回セザール賞 | オリジナル脚本賞 | ニコラ・ブドス                                                 | 受賞       |
| 第45回セザール賞 | 衣裳賞           | エマニュエル・ユーチノウスキー                                 | ノミネート |
| 第45回セザール賞 | 撮影賞           | ニコラ・ボルデュク                                             | ノミネート |
| 第45回セザール賞 | 美術賞           | ステファヌ・ローザンボーム                                     | 受賞       |
| 第45回セザール賞 | 編集賞           | - アンニ・ダンシェ - フロラン・ヴァッソー                      | ノミネート |
| 第45回セザール賞 | 音響賞           | - レミ・ダル - セヴラン・ファヴリィオ - ジャン＝ポール・ユリエ | ノミネート |